# Герб Речицы
Герб Речицы — официальный геральдический символ города Речица (Беларусь).

## Описание герба
В серебряном поле барочного типа розовая хоругвь с изображением всадника в серебряных латах на лошади того же металла с обнаженным мечом в правой руке и щитом с двойным крестом красного цвета в левой.

## История герба

Реконструкция хоругви Речицкого повета

Современный герб Речицы известен с XVI века — в серебряном поле червленая хоругвь с погоней.
В числе первых белорусских городов Речица получила в ноябре 1511 года от короля Сигизмунда III Магдебургское право, а через 50 лет произошла конфирмация (подтверждение) герба.
В первой половине XIX века была утверждена новая редакция гербов белорусских городов. Герб Речицы был утвержден 6 апреля 1845 года российским императором Николаем I.
В советское время не применялся. Восстановлен в независимой Беларуси.